# Những kẻ khát tình
Những kẻ khát tình (tên gốc tiếng Anh: The Beguiled) là một phim điện ảnh chính kịch của Mỹ năm 2017 do Sofia Coppola trực tiếp đảm nhiệm phần kịch bản cũng như đạo diễn, dựa trên nguyên tác tiểu thuyết A Painted Devil của nhà văn Thomas P. Cullinan. Phim có sự tham gia diễn xuất của Colin Farrell, Nicole Kidman, Kirsten Dunst và Elle Fanning. Một phim điện ảnh cùng tên, cũng dựa theo nguyên tác tác phẩm của Cullinan, được ra mắt trước đó vào năm 1971.
Những kẻ khát tình được ra mắt vào ngày 24 tháng 5 năm 2017 tại Liên hoan phim Cannes 2017 at the 2017 Cannes Film Festival,và được lựa chọn để cạnh tranh cho giải Cành cọ vàng trong phần thi chính, cũng tại đây Coppola đã thắng giải Đạo diễn xuất sắc nhất, và cô cũng là một trong hai nữ đạo diễn duy nhất trong lịch sử giải thưởng được vinh danh ở hạng mục này. Phim được khởi chiếu tại Mỹ vào ngày 23 tháng 6 năm 2017 bởi Focus Features. Tại Việt Nam, phim được công chiếu chính thức vào ngày 14 tháng 7 năm 2017.

## Nội dung
Trong lần đi hái nấm, một nữ sinh của trường tư thục bắt gặp một người lính phương Bắc bị thương nằm lại giữa rừng. Sau một hồi đắn đo, cân nhắc, cô bé quyết định đưa gã đàn ông thuộc phe kẻ thù về trường để cứu chữa vết thương. Ít ai ngờ rằng hành động đã mở đầu cho hàng loạt rắc rối, phiền toái tại ngôi trường hẻo lánh, nằm cô lập bên lề cuộc chiến đẫm máu.

## Diễn viên
- Colin Farrell vai Hạ sĩ John McBurney
- Nicole Kidman vai Cô Martha Farnsworth
- Kirsten Dunst vai Edwina Morrow
- Elle Fanning vai Alicia
- Angourie Rice vai Jane
- Oona Laurence vai Amy
- Emma Howard vai Emily
- Addison Riecke vai Marie

## Sản xuất

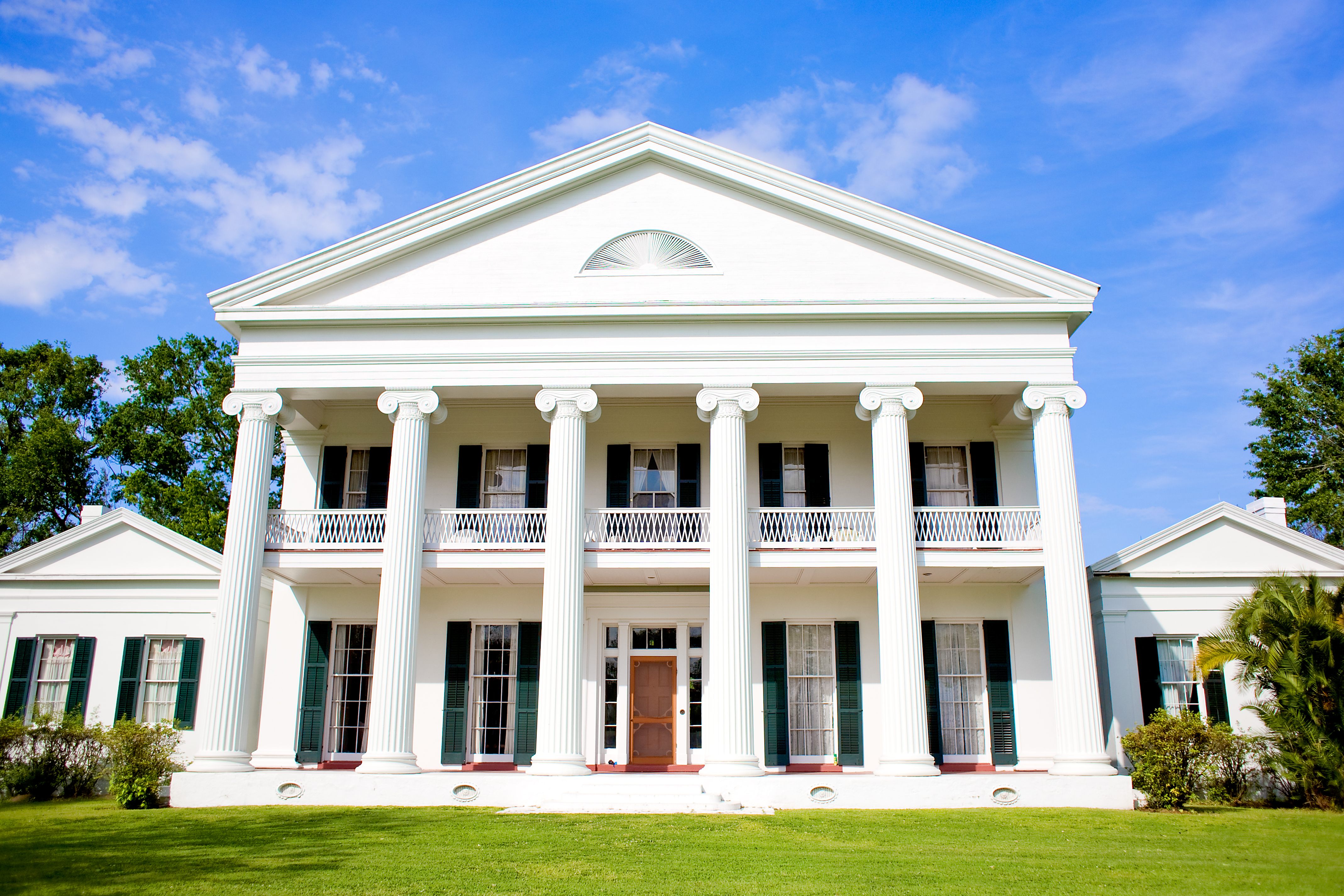
Đồn điền Madewood, nơi thực hiện các cảnh quay ngoại cảnh của Những kẻ khát tình.

Coppola ban đầu không muốn thực hiện một bộ phim làm lại, tuy nhiên sau khi xem xong phiên bản năm 1971 của bộ phim, cô cho rằng mình có thể cập nhật lại bộ phim này một cách tốt hơn. Đặc biệt hơn, cô muốn kể lại câu chuyện trong cuốn sách dưới con mắt của những người phụ nữ thay vì là đàn ông. Các chất liệu phim đến với Coppola khi cô mong muốn thực hiện một bộ phim mang tính lạc quan hơn bộ phim The Bling Ring của năm 2013, và cô muốn "thanh tẩy chính mình" khỏi những thứ mà cô gọi là "thế giới xấu xí và tồi tàn ấy".
Tháng 3 năm 2016, Elle Fanning, Nicole Kidman, và Kirsten Dunst được xác nhận sẽ tham gia diễn xuất trong phim, và Colin Farrell bắt đầu tham gia đàm phán cho vai diễn vào tháng 7. Âm nhạc của phim được biên soạn bởi ban nhạc rock Phoenix. Hai bản nhạc Nội chiến nổi tiếng, "Lorena", được các cô gái hát chung, và "Aura Lea", đều được sử dụng trong phim, cùng với nhạc phẩm "Virginia Belle" của nhạc sĩ Stephen Foster. Hầu hết các trang phục trong phim đều được thiết kế bởi Stacey Battat, cô đã sử dụng các bộ trang phục và vải vóc được lưu trữ trong Viện bảo tàng Mỹ thuật Metropolitan để làm nguồn cảm hứng cho phong cách thời trang đương đại này. Các áo nịt corset sử dụng trong phim đều được làm riêng cho từng nữ diễn viên.
Quá trình quay phim chính được bắt đầu từ ngày 31 tháng 10 năm 2016 và kết thúc vào ngày 7 tháng 12 năm 2016. Các cảnh quay ngoại được thực hiện tại sân vườn của Đồn điền Madewood gần Napoleonville, Louisiana. Các nội cảnh được quay tại nhà của nữ diễn viên Jennifer Coolidge tại New Orleans.

## Phát hành
Những kẻ khát tình được ra mắt tại Liên hoan phim Cannes 2017, cũng tại đây Coppola đã thắng giải Đạo diễn xuất sắc nhất, và cô cũng là một trong hai nữ đạo diễn duy nhất trong lịch sử giải thưởng được vinh danh ở hạng mục này, 56 năm sau khi nữ đạo diễn đầu tiên được trao giải. Phim được công chiếu giới hạn vào ngày 23 tháng 6 năm 2017, trước khi được phủ sóng rộng rãi từ ngày 30 tháng 6 năm 2017 tại Mỹ. Tại Việt Nam, phim được công chiếu chính thức vào ngày 14 tháng 7 năm 2017.

## Tiếp nhận

### Doanh thu phòng vé
Những kẻ khát tình thu về tổng cộng 10,6 triệu USD tại thị trường Mỹ và Canada, và 16,6 triệu USD tại các thị trường ngoại địa, nâng tổng mức doanh thu lên 27,2 triệu USD.
Trong dịp cuối tuần công chiếu giới hạn, phim thu về 240.545 USD từ bốn rạp chiếu phim (trung bình mỗi rạp chiếu thu về 60.136 USD), xếp thứ 20 về doanh thu phòng vé tại Mỹ. Trong tuần lễ công chiếu rộng rãi, phim thu về 3,2 triệu USD từ 674 rạp chiếu, kết thúc ở vị trí thứ 8 về doanh thu phòng vé.

### Đánh giá chuyên môn
Trên hệ thống tổng hợp kết quả đánh giá Rotten Tomatoes, phim nhận được 78% lượng đồng thuận dựa theo 271 bài đánh giá, với điểm trung bình là 7,2/10. Các chuyên gia của trang web nhất trí rằng, "Những kẻ khát tình thêm thắt vừa đủ chiều sâu cho nguồn chất liệu có sẵn để đặt chính bộ phim ra đứng riêng rẽ, và nét chấm phá có chừng mực của Sofia Coppola đã được làm nổi bật qua diễn xuất mạnh mẽ của dàn diễn viên." Trên trang Metacritic, phần phim đạt số điểm 77 trên 100, dựa trên 45 nhận xét, chủ yếu là những lời khen ngợi.
David Ehrlich từ IndieWire chấm cho phim điểm "A−" kèm lời nhận xét "Phim của Coppola được kể với sự mổ xẻ chính xác và vẻ duyên dáng đến tàn nhẫn." Diệu Anh của Zing thì chấm cho phim điểm 7/10 với sự nhìn nhận, "Từng giúp Sofia Coppola thắng giải Đạo diễn xuất sắc tại LHP Cannes năm nay, Những kẻ khát tình mang đến câu chuyện gay cấn, đậm tính dục vọng giữa bối cảnh thời nội chiến nước Mỹ."